# Перша дівчина
«Перша дівчина» (рос. «Первая девушка») — радянський чорно-білий художній фільм 1968 року, знятий на кіностудії «Мосфільм».

## Сюжет
За мотивами однойменної повісті М. Богданова. Літо 1919 року. Після того, як сини куркулів дезертирували і пішли в ліс, в глухому російському селі Потьма залишилися тільки старий більшовик Матвій і невеликий комсомольський осередок на чолі з Сашею Єрмаковою. Між комсомольцями і дезертирами починається запекла боротьба…

## У ролях
- Валентина Теличкіна — Саня Єрмакова
- Павло Васильєв — Сергій, комсомолець
- Олексій Криченков — Ваня, комсомолець
- Анатолій Ліньков — Генечка, комсомолець
- Михайло Розанов — Степан, комсомолець
- Микола Сільвановский — комсомолець
- Михайло Сільвановський — комсомолець
- Гліб Стриженов — «Гармоніст», дезертир
- Борис Руднєв — Яшка Вірний, дезертир
- Юрій Соснін — Микита Орлов
- Володимир Алексєєв — дезертир
- Валерій Гур'єв — дезертир
- Валерій Купріянов — дезертир
- Олександр Березняк — дезертир
- Костянтин Сорокін — отець Никодим
- Галина Комарова — Варя
- Микола Волков — Матвій
- Лев Дуров — білогвардієць-Антоновець
- Костянтин Саринін — епізод
- Олександр Смирнов — батько Яшки Шкідливого
- Михайло Абрамов — епізод
- Віра Бурлакова — мати Дуні
- Володимир Горєлов — командир загону
- Іван Жеваго — епізод
- Петро Кононихін — епізод
- Петро Кірюткін — епізод
- Р. Арженніков — епізод
- Таїсія Смирнова — епізод
- Т. Смородінова — епізод
- Валерій Васильєв — епізод
- Микола Сморчков — епізод
- Вадим Витвицький — епізод

## Знімальна група
- Режисер — Борис Яшин
- Сценаристи — Олексій Сахаров, Борис Яшин
- Оператор — Анатолій Мукасей
- Композитор — Борис Чайковський
- Художник —  Олександр Кузнєцов